# گسان (کوه)
گسان (به لاتین: Gasan) یک کوه در کره جنوبی است که در کره جنوبی واقع شده‌است. گسان ۹۰۱٫۶ متر بالاتر از سطح دریا واقع شده‌است.